# Карифе
Карифе је насеље у Италији у округу Авелино, региону Кампанија.
Према процени из 2011. у насељу је живело 1214 становника. Насеље се налази на надморској висини од 708 м.

## Становништво
| 1951. | 1961. | 1971. | 1981. | 1991. | 2001. | 2011. |
| ----- | ----- | ----- | ----- | ----- | ----- | ----- |
| 3.253 | 2.898 | 2.320 | 2.162 | 1.835 | 1.701 | 1.498 |